# Боал (Мен и Лоара)
Боал (фр. Bohalle) је насељено место у Француској у региону Лоара, у департману Мен и Лоара.
По подацима из 2011. године у општини је живело 1208 становника, а густина насељености је износила 129,2 становника/km².

## Демографија
| 1962. | 1968. | 1975. | 1982. | 1990. | 2011. |
| ----- | ----- | ----- | ----- | ----- | ----- |
| 685   | 657   | 582   | 831   | 1.101 | 1.208 |